# فوجیوارا نو یوریناگا
فوجیوارا نو یوریناگا (به ژاپنی: 藤原 頼長 Fujiwara no Yorinaga); ۱ ژانویهٔ ۱۱۲۰ – ۱ اوت ۱۱۵۶) از خاندان فوجیوارا اهل ژاپن بود. یوریناگا در سال ۱۱۲۰ متولد شد و به سرعت از طریق صف‌بندی‌های سیاسی در سن ۱۷ سالگی به مقام نای‌دایجین (وزیر داخلی ژاپن) رسید. در شورش هوگن در سال ۱۱۵۶ میلادی وی در جبهه امپراتور سوتوکو بود در صورتیکه برادر وی فوجیوارا نو تادامیچی در طرف امپراتور گو شیراکاوا بود.